# Tandernaken
Tandernaken, al op den Rijn (également orthographié : T'Andernaken, al op den Rijn) est une chanson en (moyen) néerlandais, jadis très populaire, sur deux filles épiées par l'amant de l'une d'elles, écoutant, à distance, la conversation sur leurs amours.  L'histoire se passe à Andernach, une ville allemande sur la rive gauche du Rhin.

## Historique

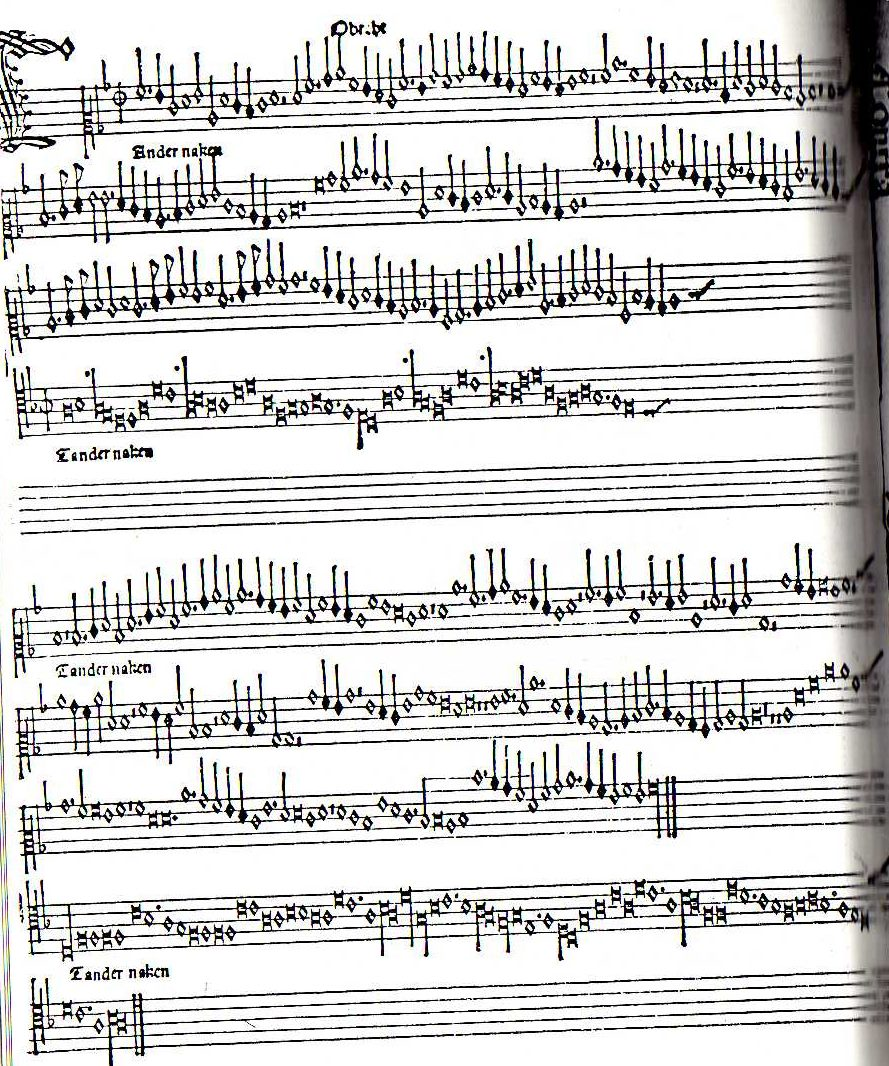
Fragment de la partition de la mise en musique par Jacob Obrecht de Tandernaken, publiée par Ottaviano Petrucci dans lOdhecaton A à Venise en 1501.

La mélodie et des arrangements de la chanson ont été transmis par de nombreuses sources homophones et polyphoniques, mais ses paroles profanes ne sont connues que par des sources textuelles.  Tandernaken fut un succès international dans la période comprise entre environ 1430 et les années 1540 : des mises en musiques ont été transmises par des sources néerlandaises, italiennes, allemandes et anglaises ; il s'agit d'œuvres de compositeurs franco-flamands (ou néerlandais), allemands et anglais tels que Jacob Obrecht, Antoine Brumel, le roi Henri VIII d'Angleterre, Alexander Agricola, Paul Hofhaimer, Petrus Alamire, Ludwig Senfl et Erasmus Lapicida. 
Le plus ancien arrangement de la mélodie à avoir été conservé est par Tijling : un compositeur dont on ne connaît aucune autre œuvre musicale.  Sa mise en musique est incluse dans l'un des codex dits de Trente (vers 1433-1445).  La voix de ténor porte les caractéristiques des tenores polyphoniques des arrangements de chansons néerlandaises et françaises de la première moitié du XVe siècle.  Les mêmes caractéristiques réapparaissent dans un nombre d'airs notés, non par des notes sur une portée, mais par des traits, comme dans le cas des chansons en moyen néerlandais du manuscrit dit de Gruuthuse, qui est d'origine brugeoise.  Toutes ces versions ont en commun que le texte a été noté séparément de la mélodie ou de la notation de la voix de ténor. 
Les plus anciennes mises en musique de Tandernaken ont été découvertes dans des manuscrits néerlandais ou italiens et sont de la main de compositeurs franco-flamands ou néerlandais.  Les sources et les compositions les plus récentes proviennent de l'Allemagne.  Selon toute vraisemblance, la mélodie est devenue populaire en Italie avant de faire son chemin en Allemagne par le biais des ensembles instrumentaux italiens. 
La plupart des arrangements polyphoniques ne reprennent pas les paroles de la chanson.  Là où il existe un texte, celui-ci est un contrafactum spirituel.  
Dans ces sources sans notation musicale, les paroles originales de la chanson furent également remplacées par d’autres, de nature profane.  Bien que les paroles du recueil de chansons d'Anvers puissent se chanter sans trop de difficulté par la voix de ténor des plus anciens des arrangements, comme ceux de Tijling ou d'Obrecht, et quoique la mélodie des versions homophones conservées s'apparente au mais est très différente du ténor des versions polyphoniques, la plupart des œuvres polyphoniques peuvent être considérées comme des arrangements instrumentaux.
Une indication sur la façon dont devait être conçue l'instrumentation des arrangements polyphoniques de Tandernaken non pourvus de texte, est fournie par un manuscrit produit pour les joueurs d'instruments à vent de la cour d’Albert de Prusse.  Ce document fait mention des Krumbhörner, cromornes, pour l'instrumentation de la voix de basse.  Un arrangement à trois voix par Hofhaimer a été noté en tablature d'orgue.  Un alto (altus) si placet en notation mesurée a été ajouté à la tablature de Hans Kotter, pourvu du  commentaire « von einandern darzu zuschlagen », indiquant que cette voix devait être jouée séparément, par un autre instrumentiste. 
Le premier vers de Tandernaken est inclus dans un quodlibet néerlandais (pour les paroles de cette chanson, voir Quodlibet sur la Wikipédia en néerlandais).

## Paroles de la chanson en moyen néerlandais
Toutes les strophes de la chanson, telles qu'elles ont été transmises par un recueil de chansons publié à Anvers (Antwerps liedboek).  D'autres sources sont moins complètes.
| Tandernaken, al op den Rijn |
| --- |
| 1. Tandernaken, al op den Rijn, daer vant ic twee maechdekens spelen gaen; die eene dochte mi, aen haer aenschyn, haer ooghen waren met tranen ombevaen: ‘nu segt mi, lieve ghespele goet, hoe sweert u herte, hoe truert uwen moet, waer om ist, dat woudys mi maken vroet?’ -‘Ic en cans u niet gesagen; tis die moeder diet mi doet, si wil mijn boel veriagen, veriagen.’ 2. -‘Och lieve ghespele, daer en leyt niet an, den mey die sal noch bloeyen; so wie zijn liefken niet spreken en can, die minne mach hem niet vermoeyen.’ -‘Och, lieve ghespeelken, dats quaet sanck, den mey te verbeyden valt mi te lanc; het soude mi maken van sinnen also cranc, ic soude van rouwe sterven. Ic en weets mijnder moeder geenen danc, si wil mijn boel verderven, verderven.’ 3. - ‘Och, lieve ghespele, daer en leyt niet an, nu schict u herteken al in vreden.’ - ‘Mijn moeder plach te spinnen, des en doet si niet, den tijt en is niet lange gheleden; nu schelt si mi hier, nu vloect si mi daer, mijn boelken en dorf niet comen naer, daer om is mijn herteken dus swaer; ist wonder dat ic truere? ende ic en mach niet gaen van haer, ter veynster, noch ter duere, noch ter duere.’ 4. - ‘Och, lieve ghespele, dat waer wel quaet, wilt sulker tale begheven, hadde ic ghedaen mijns moeders raet, ic waer wel maecht ghebleven. Nu hebbe ic sinen wille ghedaen, mijn buycxken is mi opghegaen, ende nu so is hi mi ontgaen ende gaet elwaerts spelen. Des moet ic laten so menighen traen, ic en cans u niet gehelen, gehelen.’ 5. - ‘Ghespele, wel lieve ghespele goet, en sidy dan gheen maecht?’ - ‘Och neen ic, lieve ghespele goet, ende dat si ons heer God gheclaecht.’ - ‘God danck, dat ic noch maghet si; spiegelt u, lieve gespeelken, aen mi ende wacht u, oft ghi en zijt niet vrij, ten sal u niet berouwen; coemt hem nemmermeer niet na bi oft ghi wort gheloont met trouwen, met trouwen.’ 6. - ‘Ghespele, hi seyt dat hi mi mint.’ - ‘Dis minne plach mi te lieghen; en ghelooft die clappaerts niet en twint, si staen al na bedrieghen.’ Doen loech si nen groten schach; dat was die maghet die op mi sach. Ic boot haer minnelic goeden dach, ic groetese hoghelike. God gheve dat icse vinden mach bi mi, in hemelrijcke, in hemelrijcke! |

### Discographie
- Discographie sur le site web commercial www.amazon.com.
- Résultats de recherche discographique sur le mot-clé « T’Andernaken » sur www.medieval.org.
- 2005 – Obrecht. Chansons, Songs, Motets. Capilla Flamenca & Piffaro. Eufoda 1361.  Comprend 3 enregistrements différents de Tandernaken (recueil de chansons d’Anvers, Obrecht et Neusidler).

### Partitions
- Jacob Obrecht
- Erasmus Lapicida
- King Henry VIII
- Alexander Agricola

### Paroles de la chanson
- Mélodie et deux versions de toutes les strophes de Tandernaken, comme publiées par Florimond van Duyse.  La première version est celle du recueil de chansons d'Anvers et la seconde provient d'un manuscrit de la collection de la librairie de l'université d'Amsterdam.
- Tandernaken sur le site web liederenbank.nl.

### Fichiers vidéo
Sur YouTube :
- Tandernaken op den Rijn, la version du recueil de chansons d'Anvers interprétée par Camerata Trajectina ;
- Tandernaken op den Rijn, la version du recueil de chansons d'Anvers interprétée par Ulanka.

Autres versions de Tyling, d'Obrecht, d'Alamire et de Henri VIII, également sur YouTube.